# Fayzulla Xoʻjayev

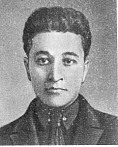
Fayzulla Ubaydullayevich Xoʻjayev

Fayzulla Ubaydullayevich Xoʻjayev (kyrillisch Файзулла Убайдуллаевич Хўжаев; russisch Файзулла Убайдуллаевич/Губайдуллаевич Ходжаев Fajsulla Ubajdullajewitsch Chodschajew; persisch فیض‌الله خواجه, DMG Faiżullāh Ḫwāǧa; auch Khodzhayev und Khojaev oder Chodscha/Khoja; * 1896 in Buchara; † 13. März 1938 in Moskau) war ein sowjetisch-usbekischer Politiker.

## Leben
Fayzulla Xoʻjayev wurde als Sohn des reichen Händlers Ubaydulla Xoʻjayev in Buxoro geboren. Er erhielt seine Grundausbildung an einer maktab, studierte zwei Jahre an einer Madrasa in Buxora und lernte ab 1907 für fünf Jahre in Moskau. Nach dem Tod seines Vaters kehrte er 1912 in sein Elternhaus nach Buxora zurück. Noch vor der Oktoberrevolution schloss er sich der Bewegung des Dschadidismus an und war eine der Gründerfiguren der Geheimorganisation der Jungbucharer. Diese Gruppe lud infolge der Russischen Revolution die Bolschewiken des Taschkenter Sowjet ein, Buchara zu besetzen. Dieser Plan blieb jedoch ohne Erfolg, Xoʻjayev musste über Russland nach Taschkent fliehen und konnte erst nach der Flucht von Alim Khan, des regierenden Emir von Buchara, 1920 zurückkehren. 1920 und 1922 wurde er mit dem Rotbannerorden ausgezeichnet.
Xoʻjayev wurde zum Führer der Volksrepublik Buchara ernannt, entkam aber nur knapp einem Attentat des Basmatschen-Führers Enver Pascha. Xoʻjayev versuchte wirtschaftliche Beziehungen zu Europa zu knüpfen. 1923 nahm er als Abgeordneter der Volksrepublik Buchara am XII. Parteitag der KPR in Moskau teil. Nach der territorialen Reorganisation Zentralasiens wurde Xoʻjayev Vorsitzender im Rat der Volkskommissare der Usbekischen SSR und schließlich auch Vorsitzender des Zentralen Exekutivkomitees der UdSSR.
Letztere beide Posten verlor er am 17. Juni 1937, nachdem er den Führungsstil Josef Stalins und die Baumwoll-Monokulturen kritisiert hatte. An der Spitze der Usbekischen SSR löste ihn Abdullo Karimovich Karimov ab. Xoʻjayev wurde in Moskau als „rechtem Trotzkisten“ der Prozess gemacht, am 13. März 1938 wurde er hingerichtet. Während des Prozesses gab Xoʻjayev zwar an, eine territoriale Unabhängigkeit Turkestans zum Ziel gehabt zu haben, negierte aber antirussische oder antibolschewikische Motive.

## Nachleben
1966, anlässlich seines 70. Geburtstages, wurde Xoʻjayev offiziell rehabilitiert.
Das Haus seines Vaters, in dem er bis 1925 gelebt hat, ist als Museum eingerichtet.